# Торрехон, Марк
Марк Торрехон Мойя (исп. Marc Torrejón Moya; род. 18 февраля 1986[…], Барселона) — испанский футболист, защитник.

## Клубная карьера
Пройдя через все молодёжные команды «Эспаньола», Марк дебютировал за первую команду 1 октября 2006 года, выйдя на замену в матче с «Осасуной». Сезоном ранее он играл на правах аренды в «Малаге B» и провёл там 35 матчей. В сезоне 2006/07 Марк провёл 10 игр за «Эспаньол» в Кубке УЕФА, где его команда дошла до финала и уступила по пенальти «Севилье». Сезоном позднее Марк забил свой первый в карьере гол. Это произошло 20 января 2008 года в игре с «Вальядолидом». В сезоне 2008/09 Торрехон играл нечасто, что заставило его перейти в «Расинг». Впоследствии являлся ключевым защитником этого клуба.

## Карьера в сборной
Марк играл за юношескую и молодёжную сборные Испании. В составе испанской молодёжки он принял участие в молодёжном Евро-2009, где отметился одним голом.

## Личная жизнь
Сестра Марка, Марта Торрехон — футболистка «Барселоны» и женской сборной Испании.

## Достижения
- Финалист Кубка УЕФА 2006/07